# Соловьёв, Сергей Устинович
Серге́й Усти́нович (Иусти́нович) Соловьёв (15 (27) августа 1859, Москва — 5 октября [22 сентября] 1912, там же) — русский архитектор, реставратор и педагог, работавший в Москве. Действительный член Императорской Академии художеств (1902), статский советник (1905).

## Биография
Родился 15 (27 по новому стилю) августа 1859 года в Москве в семье мещанина Новгородской слободы Иустина Анисимовича Соловьёва и его законной жены Пелагеи Ивановны. Мальчик был крещён в церкви Николы на Берсеневке, но по невыясненной причине, воспитывался затем в семье деда по материнской линии, Ивана Фроловича Фролова, в Сергиевом Посаде. В 1873 году он был уволен из мещанского сословия «для поступления по учёной части» и в том же году поступил в Московское училище живописи, ваяния и зодчества. Однокашниками Соловьёва по МУЖВЗ были известные впоследствии архитекторы Роман Клейн, Иван Кондратенко, Григорий Котов, Михаил Преображенский. Всё они находились под мощным влиянием преподавателя Константина Быковского, человека большой культуры и эрудиции. По-видимому, наиболее тёплые отношения у Соловьёва сложились с Семёном Суховым, в московском доме которого он часто бывал и даже некоторое время жил. С. П. Сухов скончался всего 20 лет от роду, не успев заявить о себе как практикующий архитектор. Сблизившись с семьёй Суховых, Соловьёв в 1888 году женится на сестре Семёна Петровича, Марии. Её младший брат, Дмитрий Петрович Сухов, не без участия Соловьёва тоже станет архитектором, реставратором и исследователем памятников древнерусского зодчества.

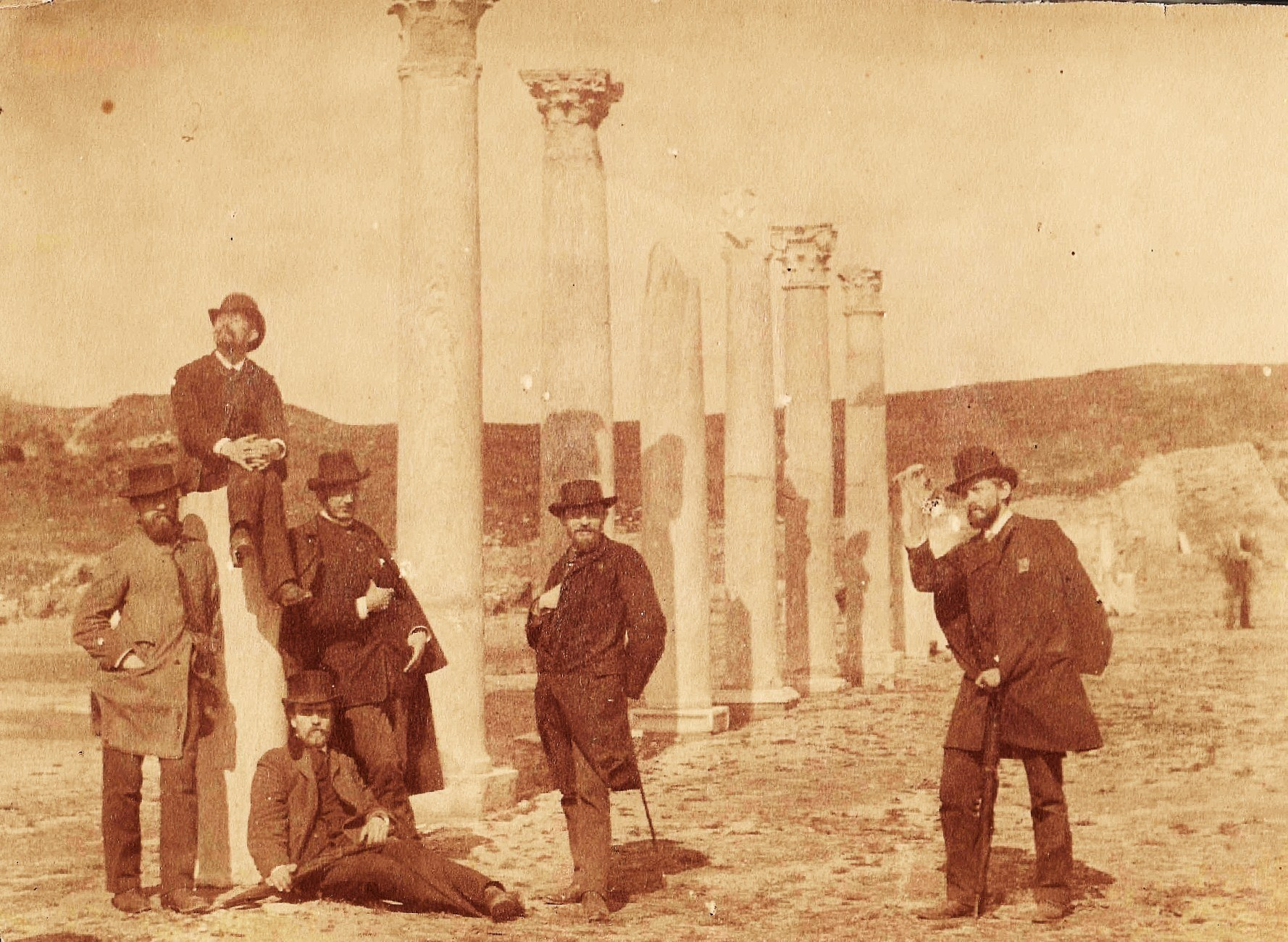
Русские архитекторы в Помпеях, 1880-е гг. В центре — С. У. Соловьёв.

В 1876 году Соловьёв успешно окончил курс общеобразовательных дисциплин МУЖВЗ, а в 1879 году — архитектурное отделение училища по классу с Малой серебряной медалью за проект Крытого рынка, что давало звание неклассного художника архитектуры с правом на производство строительных работ. По свидетельству самого Соловьёва, под влиянием Быковского в том же году он поступил в Императорскую Академию художеств в Санкт-Петербурге. В 1882 году Соловьёв занимался производством строительных работ в Москве: осуществлял надзор за постройкой Торговых рядов Заиконоспасского монастыря на Никольской улице по проекту М. Т. Преображенского, который в то время находился в заграничной командировке от Академии. Спустя год сам Соловьёв окончил Академию со званием классного художника архитектуры 1-й степени. На его счету были Большая серебряная (1881, за проект Народного театра), Малая золотая (1881, за проект Окружного суда в столице) и Большая золотая медаль (1883, за программу «Проект великокняжеского загородного замка на юге России»), а также право на пенсионерскую поездку за границу. Весной 1884 года вместе с историческим живописцем Василием Смирновым Соловьёв выехал за границу, посетил Германию, Бельгию, Англию, Италию и Францию, но наибольшее время поездки провёл в Италии, где изучал архитектурные памятники Рима, Равенны, Пизы, Флоренции, Венеции, Генуи и Палермо. По собственному прошению, последний год пенсионерства Соловьёв посвятил изучению памятников русского зодчества. Летом 1887 года он посетил Владимир, Ярославль, Ростов, работал в родных для него Москве и Сергиевом Посаде. За графические работы, сделанные в Европе и России, 1 ноября 1887 года Соловьёву было присвоено звание академика архитектуры.
В том же году Соловьёв возвратился в Москву. С февраля 1888 года он начал педагогическую деятельность, преподавая архитектурное проектирование, перспективу и историю архитектуры в МУЖВЗ. Это поприще он не покинет до конца жизни. Кроме того, в 1889 году Соловьёв был приглашён в Строгановское художественно-промышленное училище, где вёл курс истории орнаментальных стилей, в 1892—1899 годах занимал должность инспектора классов и, наконец, в 1893—1896 годах неоднократно исполнял обязанности директора за болезнью, а затем и смертью Ф. Ф. Львова. Покинул училище в 1899 году из-за разногласий с вновь назначенным директором Н. В. Глобой.
Параллельно с преподавательской работой Соловьёв сотрудничал в органах московского городского самоуправления. В 1889—1891 годах он исполнял обязанности выбывшего по болезни участкового архитектора А. А. Мартынова, затем в течение года занимал должность московского городского архитектора. Впоследствии, с 1894 года, являлся членом Технического совета Строительного отделения Московской городской управы. Эта работа была тесно связана с творческой практикой Соловьёва-архитектора.

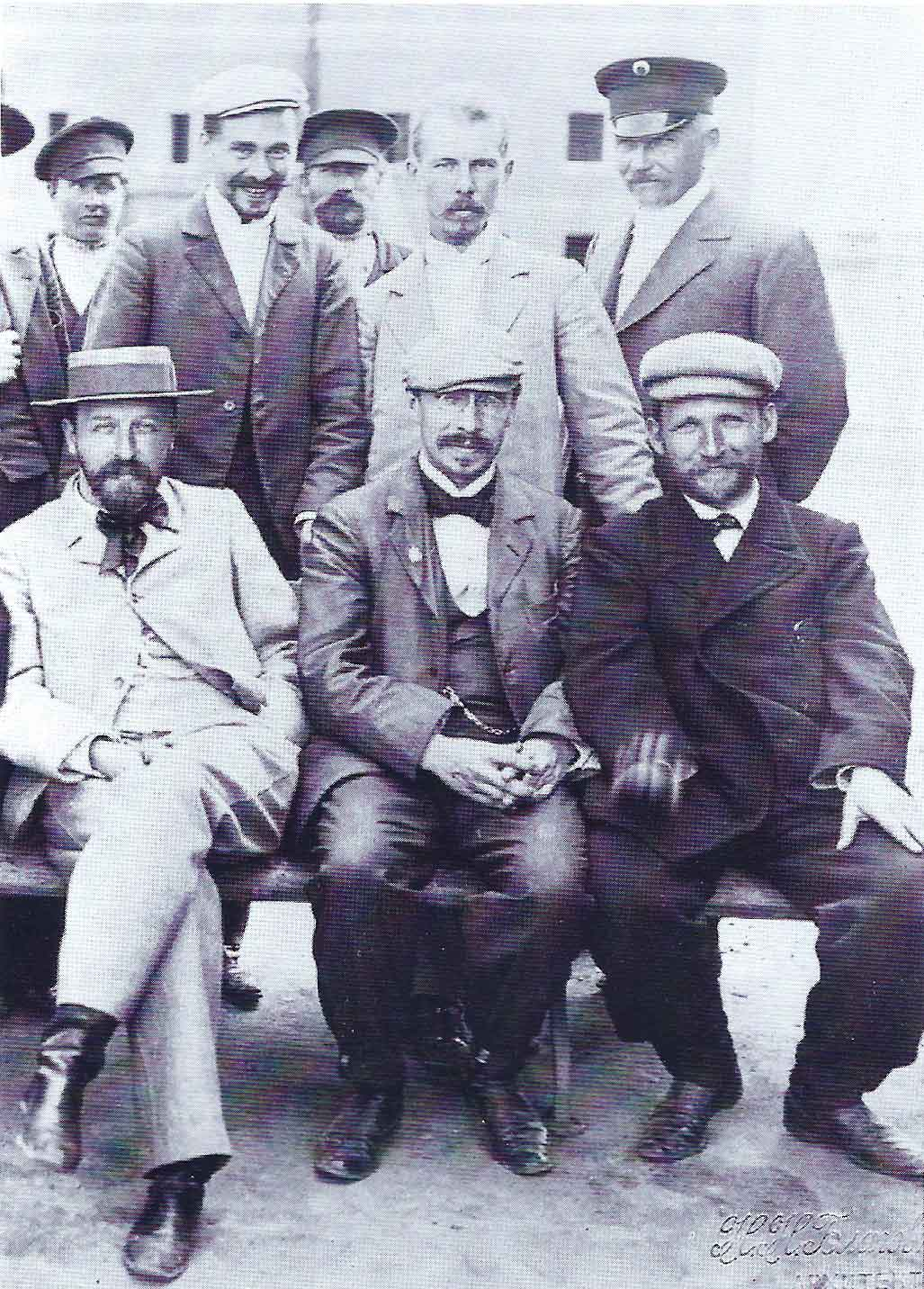
С. У. Соловьёв (сидит слева) с коллегами Д. П. Суховым (сидит справа) и Н. Н. Благовещенским (в центре). Фото начала XX века

В 1890 году Соловьёв вступил в Императорское Московское археологическое общество, сначала как член-корреспондент, а с 1896 года — как действительный член. Принимал активное участие в работе Комиссии по сохранению древних памятников, с 1890 по 1905 годы являлся секретарём этой комиссии. Под эгидой Общества с 1898 года проводил реставрационные работы в соборе Покрова на Рву. Также Соловьёв состоял в Московском архитектурном обществе (с 1894) и Санкт-Петербургском Обществе архитекторов. В качестве делегата принимал участие в работе I и III съездов русских зодчих (1892 и 1900), а в подготовке II съезда, проходившего в Москве в 1895 году, активно участвовал: был куратором Архитектурно-художественной выставки, приуроченной к съезду.
С 1899 года Соловьёв состоял членом Общего присутствия Хозяйственного управления Ведомства Православного исповедания при Святейшем Синоде.
В 1902 году был избран действительным членом Императорской Академии художеств.
С. У. Соловьёв скончался в Москве 5 октября [22 сентября] 1912, похоронен на кладбище Донского монастыря. В МУЖВЗ в начале 1913 года была устроена выставка, на которой экспонировались проекты зодчего, включая его рисунки и акварели из пенсионерской поездки по Франции и Италии. В память о С. У Соловьёве было решено освобождать одного из учеников от платы за обучение.

## Творческий почерк и произведения С. У. Соловьёва
Профессионально Соловьёв сформировался как архитектор историзма второй половины XIX века. Так и не приняв до конца методику работы эпохи модерн, Соловьев всего раз обратился к этому стилю в проекте Особняк Соловьёва, где архитектор так и не смог отказаться от эклектической композиции основных объемов здания и программной трактовки фасада. Работая в различных исторических неостилях, от неоренессанса до неорусского, ему удалось создать достаточно оригинальный язык, благодаря чему его произведения подлежат визуальной идентификации. Соловьёву присуще стремление к крупной форме, геометрической стилизации деталей, при этом он чужд пластическим трансформациям и игре с пропорциями, характерным для мастеров модерна. Наибольший интерес представляет созданная Соловьёвым версия неорусского стиля, в основе которой лежат глубоко переработанные впечатления от памятников северо-востока Руси, в том числе XVII века. Опираясь на формы зодчества Ярославля и особенно Ростова Великого, он создал образы, кардинально отличавшиеся от привычных для второй половины XIX века построек в эклектическом русском стиле, также апеллировавшем к московско-ярославским истокам.
В крупных постройках начала 1910-х годов Соловьёв предстаёт архитектором XX века: «Поздние произведения Соловьёва — это архитектура смелых функциональных планов, большепролётных светопроницаемых перекрытий, сложных в инженерном отношении. Это архитектура с щедрым применением сборного железобетона и металлоконструкций. Неоклассические формы в убранстве фасадов Коммерческого института и Высших женских курсов выглядят последним реверансом традиции на пороге индустриальной эпохи».
Помощниками Соловьёва в разное время состояли архитекторы И. В. Рыльский, И. М. Рыбин, Д. П. Сухов, С. А. Торопов и Н. Н. Чернецов.

## Проекты и постройки

### Москва
- Торговые ряды Заиконоспасского монастыря (строительство по проекту М. Т. Преображенского). Никольская улица, 7-9, стр. 4 (1882);
- Клинический городок для медицинского факультета Московского университета (Участие в проектировании и строительстве под руководством К. М. Быковского). Девичье поле (1887—1895);
- Проект здания Строгановского художественно-промышленного училища и Музея при нём на Рождественке (1889—1890; не реализован);
- Перестройка бывших клиник Московского университета для Строгановского художественно-промышленного училища (Московский архитектурный институт). Рождественка, 11 (1890—1892);
- Перестройка флигеля усадьбы Е. Н. Станицкой. Лопухинский переулок, 8 (1894);
- Перестройка главного дома городской усадьбы Лопухиных-Станицких. Пречистенка, 11 (1895);
- Оформление Красной площади, Замоскворецкого и Большого Каменного мостов к коронационным торжествам (1896; не сохранилось);
- Николаевские Ходынские казармы (6 корпусов; по проекту военного инженера Н. Н. Аршеневского, при участии архитектора Н. Н. Благовещенского). Улица Поликарпова, 19—21 (1897—1899);
- Реставрационные и художественные работы в соборе Покрова на Рву (был командирован ИМАО на место умершего А. М. Павлинова): раскрытие, ремонт и реставрация главного шатра; завершение убранства придела Василия Блаженного (росписи свода, боковые иконостасы, оконницы, сень над ракой святого) (1898—1900-е);
- Приют для неизлечимо больных им. Митрополита Сергия с церковью преп. Сергия Радонежского. Погодинская улица, 10 (1899—1901; перестроен и надстроен, церковь не сохранилась);
- Особняк Соловьёва (Москва, Малый Ржевский переулок, 6/18 (1901—1902);
- Больница и богадельня им. Медведниковых. Ленинский проспект, 27 (1902—1904);
- Кустарный музей Московского губернского земства (перестройка особняка Сергея Тимофеевича Морозова), ныне Музей народного искусства. Леонтьевский переулок, 7 (1902—1903);
- Усыпальница Романовых с церковью Святого Романа Сладкопевца в подклете Спасо-Преображенского собора Новоспасского монастыря. Крестьянская площадь, 10 (1902);
- Третьяковская богадельня с церковью св. Павла Латрского. Большая Серпуховская улица, 27 (1904—1906; частично перестроен в 1970-е, церковь не сохранилась);
- Женское отделение Александровского коммерческого училища. Новая Басманная улица, 20 (1904);
- Корпус и мастерские Ремесленного училища им. К. Т. Солдатёнкова на Донской (1905);
- Перестройка флигелей и постройка жилых корпусов для бесплатных квартир во владении Московского Купеческого общества. Улица Александра Солженицына, 27 (1905);
- Проект здания Приюта для вдов и сирот художников в Лаврушинском переулке (1906; не реализован);
- Храм иконы Божией Матери «Знамение» в Кунцеве. Большая Филёвская улица, 65 (1908—1913);
- Богадельня имени А. К. Рахмановой (Рахмановская) (Москва, Ленинский проспект, 27), пристройка к богадельне Медведниковых (1908);
- Аудиторный корпус Московских высших женских курсов на Девичьем Поле (ныне — главный корпус Московского педагогического государственного университета), Малая Пироговская улица, 1 (1910—1912);
- Коммерческий институт (Российская экономическая академия им. Г. В. Плеханова). Улица Зацепа, 43в — Стремянный переулок, 28 к. 2. Осуществлена только первая очередь из трёх (1910—1912);
- Реставрация Успенского собора Кремля; производитель работ (1910—1912).

### Другие места
- Церковь на 1500 чел. в селе Васильевском Самарской губернии (совместно с И. В. Рыльским; 1894; не сохранилась);
- Внутреннее убранство («возобновление») церкви Рождества Богородицы в селе Орехово Владимирской губернии, (1894; убранство не сохранилось);
- Троицкая церковь в имении Е. А. Хомяковой в Терской области (ныне в черте г. Нальчика; 1895—1902);
- Комплекс (собор, ограда и Святые ворота со звонницей) благотворительной общины «Отрада и Утешение». Посёлок Добрыниха Московской области (1899—1904);
- Иконостас собора Святого Иоанна Предтечи. Зарайск, Кремль, (1903; не сохранился).

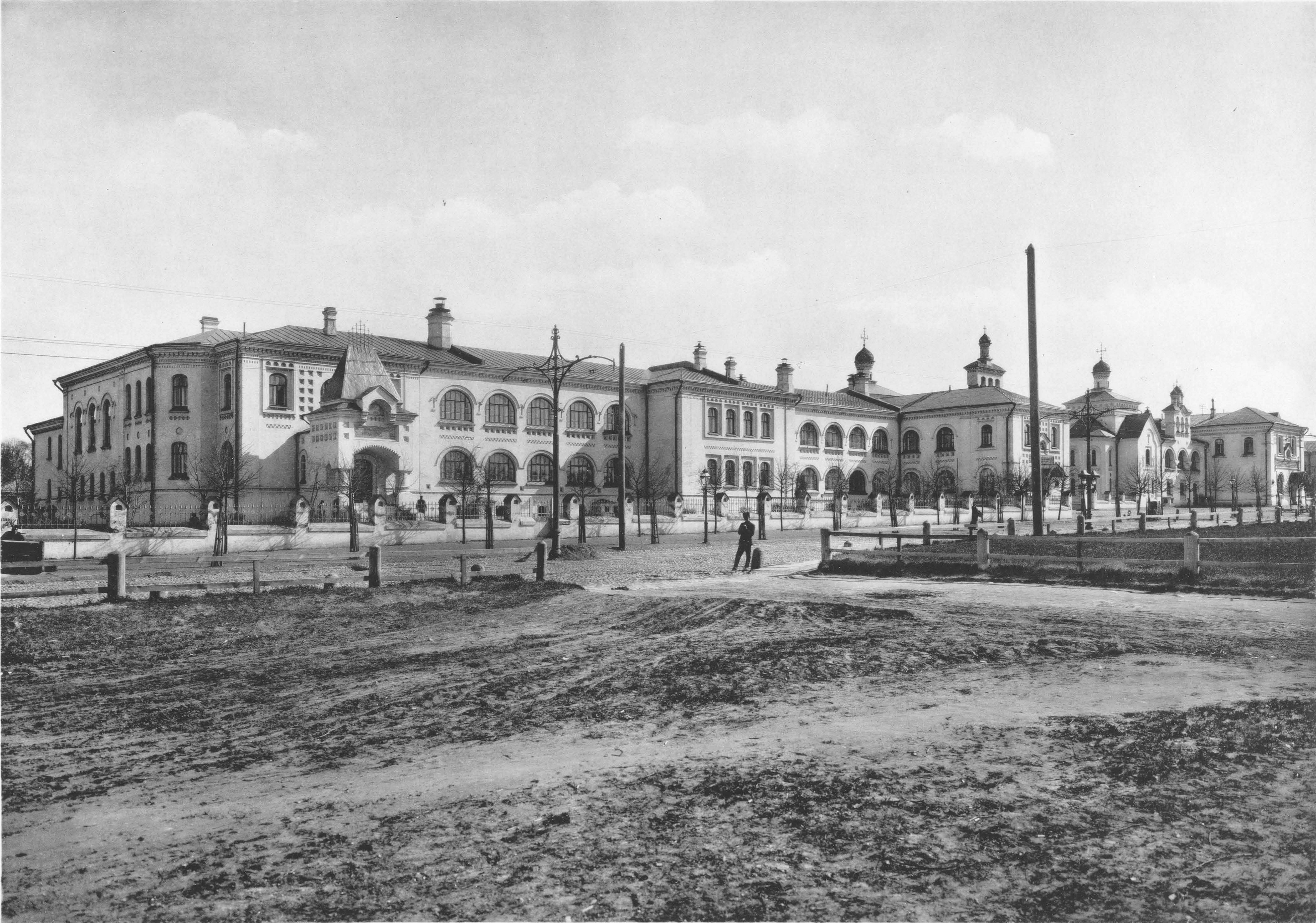
Медведниковская больница (1900)
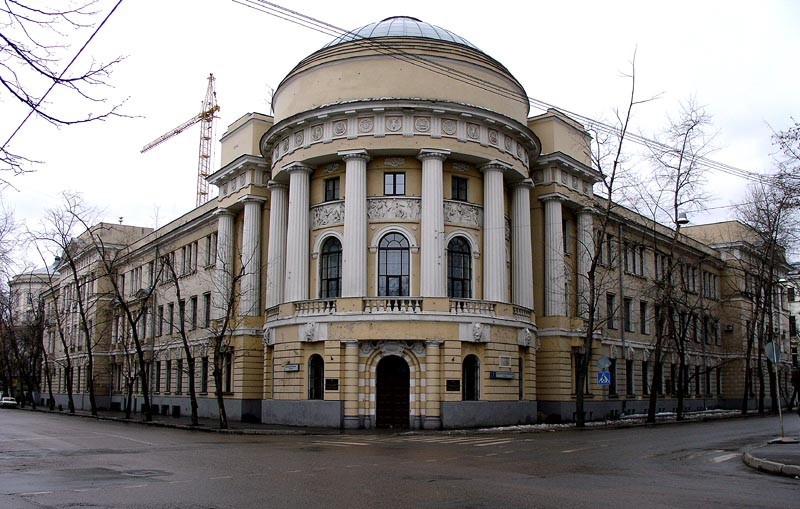
Аудиторный корпус Высших женских курсов (1909—1913)
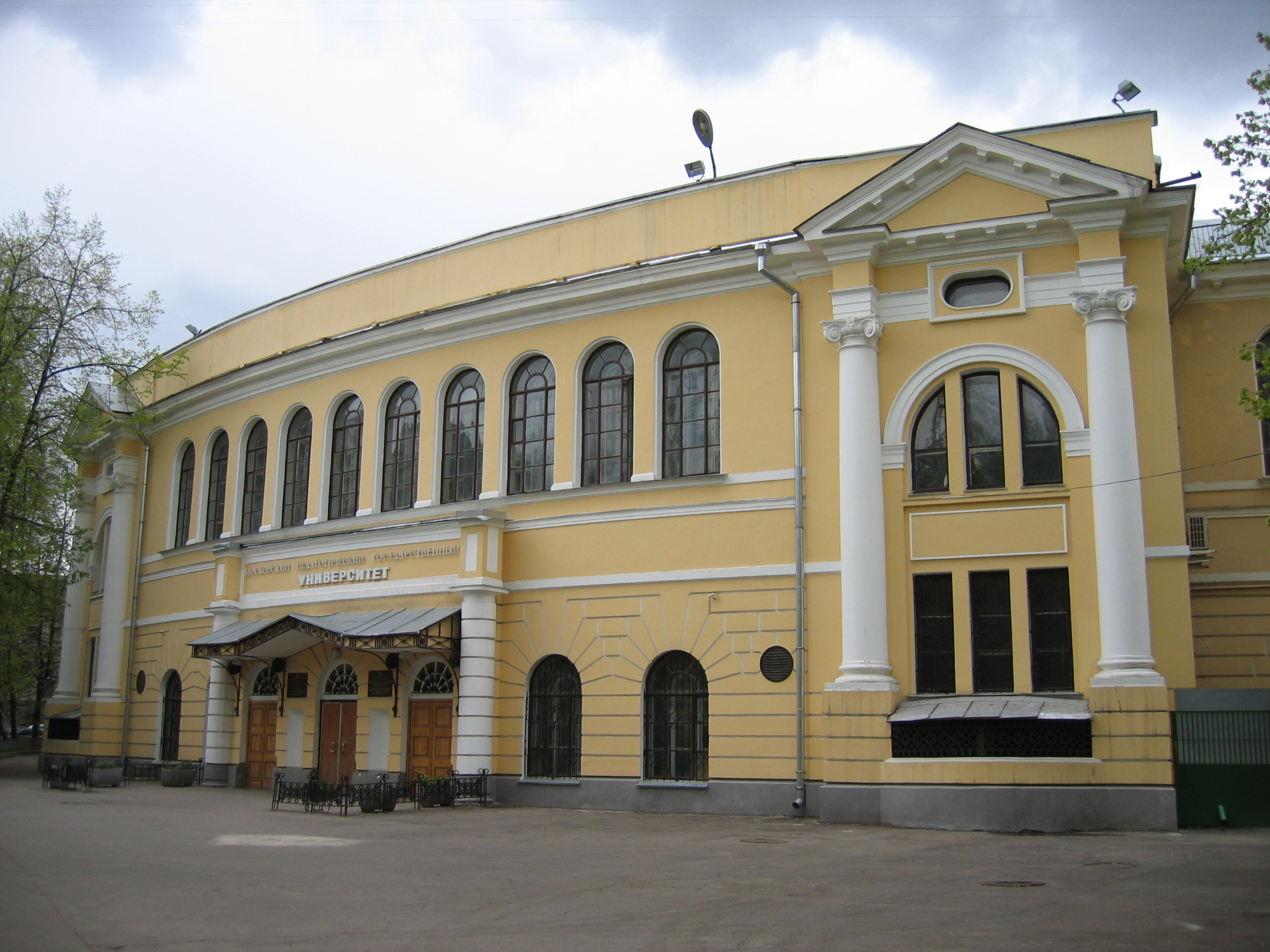
Аудиторный корпус Высших женских курсов (1909—1913)
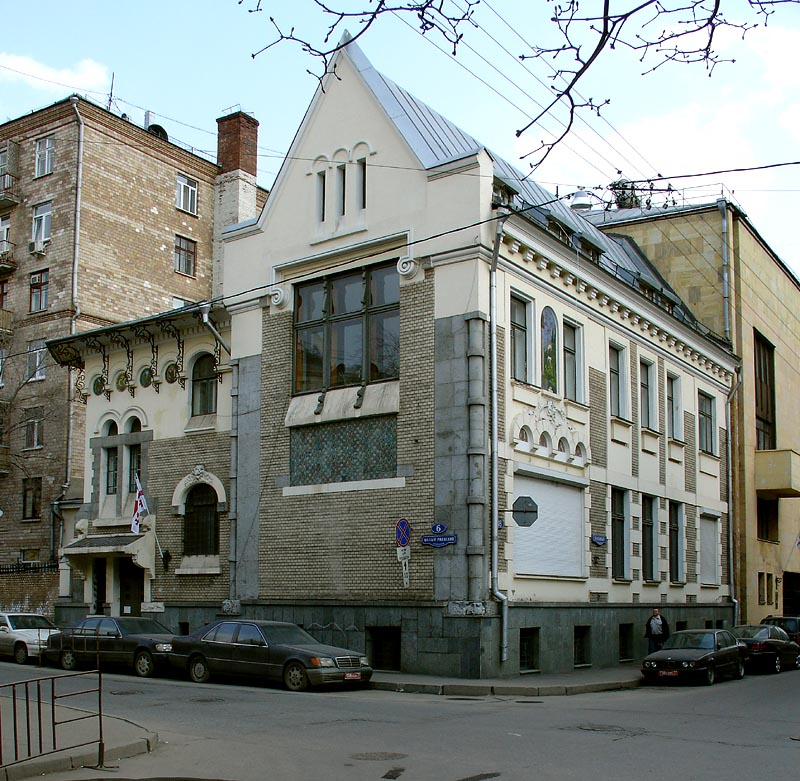
Собственный дом архитектора, угол Малого Ржевского и Хлебного переулков (1901—1902)
Храм Знамения Пресвятой Богородицы в Кунцево (1908—1913)

### Публикации
- Соловьёв С. У. Речь представителя Московского училища живописи, ваяния и зодчества академика архитектуры С. У. Соловьёва о значении М. Д. Быковского в русской архитектуре и в деле архитектурного образования // Торжественное чествование 29 октября 1901 года Столетней годовщины со дня рождения Основателя Московского Архитектурного общества, его первого председателя и почетного члена Академика архитектуры Михаила Доримедонтовича Быковского. М., 1903. С. 21-33.
- Соловьёв С. У. Некоторые данные о деятельности К. М. Быковского // Древности. Труды Комиссии по сохранению древних памятников Императорского Московского археологического общества. М., 1907. Т. I. С. XXIX-XXXIII.
- Соловьёв С. У. Доклад об осмотре Большого Успенского собора 8 мая 1895 г. // Древности. Труды Комиссии по сохранению древних памятников Императорского Московского археологического общества. Т. XVII. М., 1900. С. 349—350.
- Соловьёв С. У. Сообщение об осмотре царских гробниц в Архангельском соборе // Древности. Труды Комиссии по сохранению древних памятников Императорского Московского археологического общества. Т. XX, в. 1. М., 1904. С. 71.
- Соловьёв С. У. О реставрации Покровского Василия Блаженного собора // Древности. Труды Комиссии по сохранению древних памятников Императорского Московского археологического общества. Т. XVIII. М., 1901. С. 188—196.
- Соловьёв С. У. Отчёт об осмотре Покровского Василия Блаженного собора, произведённом совместно с К. М. Быковским, И. П. Машковым, А. А. Потаповым и В. И. Сизовым // Древности. Труды Комиссии по сохранению древних памятников Императорского Московского археологического общества. Т. XIX, в. 2. М., 1901. С. 23, 28; Т. XIX, в. 3. М., 1902. С. 20 — 21; Т. ХХ, в. 2. М., 1904. С. 123.
- Соловьёв С. У. Доклад об осмотре Новоспасского монастыря в Москве // Древности. Труды Комиссии по сохранению древних памятников Императорского Московского археологического общества. Т. XVII. М., 1900. С. 332.
- Соловьёв С. У. Доклад об осмотре предполагаемых работ в Богородичном приделе Чудова монастыря // Древности. Труды Комиссии по сохранению древних памятников Императорского Московского археологического общества. Т. XIX, в. 1. М., 1901. С. 8.